# ジアリン
ジアリン(Dialin)または1,2-ジヒドロナフタレン(1,2-dihydronaphthalene)は、C10H10の化学式を持つ炭化水素である。ナフタレンと類似しているが、1つの環が部分的に飽和している。